# Big West Conference 2018 (pallavolo maschile)
La Big West Conference 2018 si è svolta dal 23 febbraio al 21 aprile 2018: al torneo hanno partecipato 6 squadre universitarie statunitensi e la vittoria finale è andata per la prima volta alla CSU Long Beach.

## Regolamento
È prevista una stagione regolare che vede le 6 formazioni impegnate nella conference affrontarsi due volte tra loro, per un totale di 10 incontri ciascuna; parallelamente vengono disputati anche degli incontri extra-conference contro formazioni appartenenti ad altre conference o non affiliate ad alcuna di esse, dando vita a due classifiche separate una relativa alla Big West Conference ed una totale.
- Le prime sei classificate nella classifica della Big West Conference accedono al torneo di conference, dove vengono accoppiate col metodo della serpentina e affrontano quarti di finale, dai quali sono esonerate le prime due teste di serie, semifinali e finale in gara secca;
- La squadra vincitrice del torneo di conference, in virtù della vittoria, ottiene automaticamente il diritto di partecipare alla Final 7 NCAA, mentre le formazioni uscite sconfitte possono essere ripescate sulla base della classifica totale, che assegna attraverso un bye gli ultimi due posti disponibili in Final 7.

## Squadre partecipanti
| Club                     | Città         | Impianto                          | Stagione precedente                                  |
| ------------------------ | ------------- | --------------------------------- | ---------------------------------------------------- |
| UC Irvine Anteaters      | Irvine        | Bren Events Center Irvine         | 4ª in MPSF, semifinali                               |
| UC San Diego Tritons     | San Diego     | RIMAC Arena San Diego             | 11ª in MPSF                                          |
| UC Santa Barbara Gauchos | Santa Barbara | Robertson Gymnasium Santa Barbara | 9ª in MPSF                                           |
| CSU Long Beach 49ers     | Long Beach    | Walter Pyramid Long Beach         | 1ª in MPSF, Vincitrice Semifinali in NCAA Division I |
| CSU Northridge Matadors  | Los Angeles   | The Matadome Los Angeles          | 9ª in MPSF                                           |
| Hawaii Rainbow Warriors  | Honolulu      | Stan Sheriff Center Honolulu      | 3ª in MPSF, finale Semifinali in NCAA Division I     |

## Campionato

### Regular season

#### Classifica
| Pos. | Squadra          | Conference | Conference | Conference | Conference | Overall | Overall | Overall | Overall |
| Pos. | Squadra          | Pt.        | G          | V          | P          | Pt.     | G       | V       | P       |
| ---- | ---------------- | ---------- | ---------- | ---------- | ---------- | ------- | ------- | ------- | ------- |
| 1.   | CSU Long Beach   | .900       | 10         | 9          | 1          | .966    | 29      | 28      | 1       |
| 2.   | Hawaii           | .600       | 10         | 6          | 4          | .704    | 27      | 19      | 8       |
| 2.   | UC Irvine        | .600       | 10         | 6          | 4          | .677    | 31      | 21      | 10      |
| 4.   | CSU Northridge   | .500       | 10         | 5          | 5          | .593    | 27      | 16      | 11      |
| 5.   | UC Santa Barbara | .400       | 10         | 4          | 6          | .458    | 24      | 11      | 13      |
| 6.   | UC San Diego     | .000       | 10         | 0          | 10         | .321    | 28      | 9       | 19      |

| Al torneo di Conference |

### Torneo di Conference
|  | Quarti di finale | Quarti di finale | Quarti di finale |        |                | Semifinali | Semifinali | Semifinali |  |  | Finale | Finale         | Finale |
|  |                  |                  |                  |        |                |            |            |            |  |  |        |                |        |
|  |                  |                  |                  |        |                |            |            |            |  |  |        |                |        |
|  |                  |                  |                  |        |                |            |            |            |  |  |        |                |        |
|  |                  | 1                | CSU Long Beach   | 3      |                |            |            |            |  |  |        |                |        |
|  |                  |                  |                  | 3      |                |            |            |            |  |  |        |                |        |
|  |                  | 4                | CSU Northridge   | 0      |                |            |            |            |  |  |        |                |        |
|  | 4                | 4                | CSU Northridge   | 0      | CSU Northridge | 3          |            |            |  |  |        |                |        |
|  | 4                |                  |                  |        | CSU Northridge | 3          |            |            |  |  |        |                |        |
|  | 5                | UC Santa Barbara | 1                |        |                |            |            |            |  |  |        |                |        |
|  |                  |                  |                  |        |                |            |            |            |  |  | 1      | CSU Long Beach | 3      |
|  |                  |                  | 2                | Hawaii | 0              |            |            |            |  |  |        |                |        |
|  |                  |                  |                  |        |                |            |            |            |  |  |        |                |        |
|  |                  |                  |                  |        |                |            |            |            |  |  |        |                |        |
|  |                  | 2                | Hawaii           | 3      |                |            |            |            |  |  |        |                |        |
|  |                  |                  |                  | 3      |                |            |            |            |  |  |        |                |        |
|  |                  | 3                | UC Irvine        | 1      |                |            |            |            |  |  |        |                |        |
|  | 3                | 3                | UC Irvine        | 1      | UC Irvine      | 3          |            |            |  |  |        |                |        |
|  | 3                |                  |                  |        | UC Irvine      | 3          |            |            |  |  |        |                |        |
|  | 6                | UC San Diego     | 0                |        |                |            |            |            |  |  |        |                |        |

## Premi individuali
| Premio                             | Giocatrice         | Squadra          |
| ---------------------------------- | ------------------ | ---------------- |
| MOP                                | Joshua Tuaniga     | CSU Long Beach   |
| Player of the Year                 | Torey DeFalco      | CSU Long Beach   |
| Freshman of the Year               | Joel Schneidmiller | UC Irvine        |
| Coach of the Year                  | Alan Knipe         | CSU Long Beach   |
| All-Big West Conference First Team | Nicholas Amado     | CSU Long Beach   |
| All-Big West Conference First Team | Karl Apfelbach     | UC Irvine        |
| All-Big West Conference First Team | Eric Chance        | CSU Northridge   |
| All-Big West Conference First Team | Corey Chavers      | UC Santa Barbara |
| All-Big West Conference First Team | Torey DeFalco      | CSU Long Beach   |
| All-Big West Conference First Team | Kyle Ensing        | CSU Long Beach   |
| All-Big West Conference First Team | Patrick Gasman     | Hawaii           |
| All-Big West Conference First Team | Arvis Greene       | CSU Northridge   |
| All-Big West Conference First Team | Dimitar Kalčev     | CSU Northridge   |
| All-Big West Conference First Team | Aaron Koubi        | UC Irvine        |
| All-Big West Conference First Team | Scott Stadick      | UC Irvine        |
| All-Big West Conference First Team | Tanner Syftestad   | UC San Diego     |
| All-Big West Conference First Team | Joshua Tuaniga     | CSU Long Beach   |
| All-Big West Conference First Team | Larry Tuileta      | Hawaii           |
| All-Big West Conference First Team | Stijn van Tilburg  | Hawaii           |
| All-Big West Conference First Team | Joseph Worsley     | Hawaii           |
| All-Frashman Team                  | Joel Schneidmiller | UC Irvine        |
| All-Frashman Team                  | Simon Andersen     | CSU Long Beach   |
| All-Frashman Team                  | Wyatt Harrison     | UC San Diego     |
| All-Frashman Team                  | Maciej Ptaszyński  | CSU Northridge   |
| All-Frashman Team                  | Jack Truman        | UC Santa Barbara |
| All-Frashman Team                  | Austin Wilmot      | UC Irvine        |
| All-Frashman Team                  | Gage Worsley       | Hawaii           |

## Verdetti
| Squadra        | Qualificazione  |
| -------------- | --------------- |
| CSU Long Beach | NCAA Division I |
| UC Irvine      | NCAA Division I |